# Squalius moreoticus
Squalius moreoticus és una espècie de peix cipriniforme de la família dels ciprínids.